# 坂本愛海
坂本 愛海（さかもと あいみ、1989年1月18日 - ）は、日本のAV女優。血液型はA型。いったんAV女優を引退していたが、2013年、妊娠10か月で4年ぶりにAVに出演した。

## プロフィール
- 趣味：カラオケ、ショッピング

## 作品

### アダルトビデオ
2007年
- eighteen18歳限定。 [撮影されちゃった18歳]（10月4日、18teen）
- R-18（11月1日、GLAY'z）
- じゅーだい いえで体験記89 中出し美少女 アイミちゃん（11月1日、プレステージ）
- 86cmEcup 奇跡の美乳でヤリまくるHな7シチュエーション（12月6日、ディープス）
- ロリギャル 〜即アポ モバイル援交〜（12月7日、GLAY'z）
- あい（12月13日、無垢）
- 素人 18才 山梨県在住（12月14日、I.B.WORKS）
- 女子校生レイプ中出し 3（12月19日、BRAVO）
- 修学旅行生ナンパ（12月21日、GLAY'z）
- おっきぃー女学園さくら組（12月22日、フリービジョン）出演:辻さき、七瀬りか
- 背はちっちゃいけどEカップです!!（12月22日、オーロラプロジェクト）
- 裏・少女流出 6 なな（12月23日、ゴーゴーズ）

2008年
- ロリ巨乳ナース（1月4日、GLAY'z）
- ロリ・ナンパすぺしゃる。12 無邪気なGカップ!おっぱいもんではさんで生中出し編（1月4日、GLAY'z）出演:羽野理沙 他
- Big Boin Style（1月12日、隼エージェンシー）出演:澄川ロア、花野真衣、響鳴音、南沙也香、一ノ瀬あきら
- 近親相姦 妹の、娘の胸が大きいので…（1月12日、隼エージェンシー）出演:小栗杏菜、南沙也香、紅りんご、加藤はるな
- あい SMラブホニテ…（1月13日、無垢）
- 中出し了解 坂本愛海（1月23日、プレステージ）
- 盗撮隠撮☆ロリ声ロリ顔でエロエロ少女 巨乳Eカップ!148cmロリ エロ レベル5!! 女子高生 美来(みく）18才（1月25日、なにわ書店）
- 爆乳ロ●ータ痴漢バス（1月25日、TMA）出演:浜崎りお、羽野理沙、南芽衣奈
- 女子校生巨乳Eカップ148cmロリ♥エロ♥レベル5!! 美来 18才（1月25日、なにわ書店）
- 巨乳女子校生 Fcup 86cm（2月1日、MOODYZ）
- E・Gカップ・ロ●ータ潮吹き10連発ファック（2月7日、V&Rプロダクツ）共演:南芽衣奈
- こだわりの手コキ 4時間SP7 30人のハンドメイド（2月9日、隼エージェンシー）出演:我那覇レイ、日比野夕希、永瀬あき、美島涼、南沙也香、絢音ミミ、澄川ロア、一ノ瀬あきら、花野真衣、小栗杏菜、紅りんご、雨音しおん、天宮まなみ、響鳴音、月嶋りお、結川るり、加藤はるな、宮下まい、梨々花、平井ゆきな、北島玲、中村さら、児玉しの、里原あみ、柳田やよい、鏡みらん、北田優歩、藤本さおり、緒川もも
- 素人ギャルズ［LEVEL A］VER.26（2月26日、アリスJAPAN）出演:浜崎りお、前田アリサ、MARINA、神田美穂
- おっぱい人形 #2（3月1日、中嶋興業）
- マンハッタンイズム 10 着ぐるみでチビッ娘の気をひき、悪戯三昧（3月1日、プレステージ）
- チャイナドレスしか見たくない!4時間 2（3月7日、TMA）出演:ほしのみゆ、長澤リカ、宮崎あいか、野沢友花、花野真衣、綾原みづほ、陽多まり、香月藍、南芽衣奈、真島みゆき、南沙也香、梨々花
- みるきぃHiスクール。パイパン×あい（3月7日、みるきぃぷりん♪）
- 18歳 平成スタイル（3月15日、フリービジョン）
- ハメられた巨乳女子校生（3月19日、エムズビデオグループ）
- 制服H（4月1日、ワンズファクトリー）
- 淫乱巨乳（4月4日、GLAY'z）出演:白雪彩、滝沢優季、@YOU
- Gカップと制服の私 女子●学生（4月5日、NON）
- みるスポ! パイパン×みるみるモザイク（4月7日、みるきぃぷりん♪）
- もみくちゃ!!!（4月7日、桃太郎映像出版）出演:芽衣奈、川峰さくら
- フェラコレ2008春SP（4月12日、隼エージェンシー）多数出演
- 18才Gカップ発育中!（4月16日、ロータス）
- 立花里子とギャルと清純。ダブル美巨乳レズビアン濃厚プレイ全部盛り（4月19日、クロス）共演:立花里子、高瀬七海
- HIGH SOCKS SCHOOL GIRL II（4月25日、笠倉出版社）出演:夕月みずほ、小宮ゆい
- kawaii* girl 17（4月25日、kawaii*）
- 巨乳ギャル着衣ローションFUCK（4月25日、メディアステーション）出演:小坂めぐる、蜜井とわ、七海ロコ
- ワケあり巨乳 MEGUMU Gカップ（5月5日、NON）
- 中出し女子校生暴行〜狙われた制服美女3時間〜（5月9日、ビッグモーカル）出演:あいかわゆら、園原りか、羽野理沙、夏川るい、夢美ここ
- 巨乳透け乳首濡れ濡れFUCK（5月16日、メディアステーション）出演:橘ひな、小坂めぐる、はるか悠
- メイド in Prin（5月19日、みるきぃぷりん♪）
- kawaii* 女学園にようこそ!学校でセックchuデラックス!（5月25日、kawaii*）他出演:森美咲、芽衣奈、園原みか
- 素人援交生中出し 25（5月31日、プラム）
- 巨乳未●年生中出し（6月4日、GLAY'z）出演:鈴木さとみ、羽野理沙
- 新・素人女子校生 [CLASS-A] 3（6月13日、ビッグモーカル）出演:あいかわゆら、園原りか、羽野理沙、夏川るい、夢美ここ
- 少女 俺のもの（6月19日、アイエナジー）
- 濃厚ピュアラブ早熟合体○学生（6月19日、アンナと花子）共演:森野ひな
- 24人の乳もみインタビュー 4時間 2（6月20日、TMA）多数出演
- 巨乳グラドル芸能未満（6月20日、ピーターズ）
- 究極フェティッシュスケ水着&お尻アングルロリータ桃尻娘編（6月27日、笠倉出版社）出演:小宮ゆい、夕月みずほ
- ロリータ専門高級ソープ（6月27日、I.B.WORKS）共演:森野ひな
- しばられたい わたし、ただのオモチャで、いいんです。 （7月5日、ドリームチケット）
- 90cm Gcup 88cm Fcup 86cm Gcup ロ●ータ乱交 SAKI YUI AIMI（7月19日、OPPAI ［おっぱい］）共演:辻さき、小宮ゆい
- S-Cute ex 21（7月25日、S-Cute）出演:宮崎あいか、辻さき、綾瀬はるな
- MODEL CLUB CLASS A ver.23（8月8日、silvia）出演:わさび
- 全裸立ち電マ連続アクメ 4時間（8月8日、TMA）多数出演
- E-BODY（8月13日、E-BODY）
- 妻の妹にハマってしまって（8月14日、タカラ映像）
- 失禁 巨乳OL 中出し20連発スペシャル（9月4日、グローリークエスト）共演:浜崎りお、蜜井とわ、青山れあ
- ボイン大好き亀市爺さんのHなイタズラ 参（9月4日、アイエナジー）共演:仲村ろみひ
- 超おっぱい（9月7日、桃太郎映像出版）出演:川峰さくら、香月藍、浜崎りお、小坂めぐる、辻さき、蜜井とわ、南芽衣奈、澄川ロア、真田春香
- 解禁 連続真正中出し連続7発（9月25日、みるきぃぷりん♪）
- 昭和の夏の禁断の性 出戻り妹の飢えた割れ目/貧乏人の好色母娘/情事に狂う女先生（9月25日、FAプロ）出演:大沢萌、中森玲子、夏海エリカ
- 強制レイプマニアックス 17（9月26日、メディアバンク）他出演:京野明日香、葉月奈穂、志村玲子、宮崎あい、上原優
- 可愛い娘限定!イキまくり!イカセまくり!絶頂4時間（10月3日、GLAY'z）
- 手コキフェチ 4時間』（10月3日、GLAY'z）多数出演
- これさえあれば絶対MUTEKI!!ムラムラした時、したい所で、誰とでもセックスが出来る方（10月9日、SODクリエイト）出演:翔乃マユ、赤西涼、向坂美々
- 発育!ロリ満乳vol.2（10月9日、グラマラスキャンディ）
- favorite collection（10月10日、I.B.WORKS）個人総集編
- KARMAファン感謝祭 コレで見納め?!ロリロリバスツアーFINAL（10月13日、カルマ）多数共演
- 中出し強要ギャル痴女NEO4時間 4（10月17日、ケイ・エム・プロデュース）出演:浜崎りお、工藤れいか、新垣ありな、姫川りな
- 巨乳女子校生に生中出し（10月17日、レアル・ワークス）出演:辻さき、妃乃ひかり、南沙也香
- PLAY GIRL 02（11月17日、レアル・ワークス）出演:辻さき、澄川ロア、星野あかり
- ケガDOLLS（11月22日、NIRVANA）出演:鈴木杏里、山咲奈々美、亜佐倉みんと、伊藤青葉、秋月まひる、妃乃ひかり、赤西涼 ※AVグランプリ2009 エントリー作品
- 絶対領域 2nd impact Volume 4（12月15日、ケー・トライブ）

2009年
- ロリ顔G-cup娘に子供服着せて野外羞恥温泉（1月8日、ナチュラルハイ）
- 巨乳少女 1（1月15日、テイクワン）
- ニーハイソックス 女子校生 4時間』（1月16日、メディアステーション）出演:夕月みずほ、北田優歩、翔乃まゆ、本上花梨
- Kawaユス!未発育制服っ子。』（2月1日、ワンズファクトリー）出演:小日向しおり、加護範子
- 巨乳レイプ4時間第15章』（2月15日、ハヤブサ）出演:南沙也香、小栗杏菜、蜜井とわ、浅田ちち、福沢あや、姫咲まりあ、澄川ロア、香月藍、石黒沙良、梨々花、赤西涼
- 93cmHcup 86cmGcup 85cmFcup ハイスクール乱交2 AOI AIMI SATOMI（2月19日、OPPAI）他出演:水森あおい、鈴木さとみ
- ふたなりレズ No21』（3月15日、イマージュ）共演:芽衣奈
- S-Cute ex 27（3月28日、S-Cute）出演:永瀬あき、美花ぬりぇ、東野愛鈴
- 真正中出しの絶対アングル コンドーム完全未使用!3P激Fuck真正中出し!!（4月7日、みるきぃぷりん♪）
- PLAY GIRL 02 Hi‐Quality Special （4月24日、レアルワークス）出演:辻さき、星野あかり、澄川ロア
- オナニーフェチ 2 4時間（6月5日、GLAY'z）出演:大塚咲、姫野りむ、れのん、辻本りょう、園原りか、桐嶋玲、辻さき、小日向しおり
- 新奴隷島 第五章 哀しみを包み込んで…（7月7日、アタッカーズ）共演:星野あかり、香坂美優
- ロリロリすくーる水着4時間DX（7月13日、マルクス兄弟）他出演:小日向しおり、姫咲まりあ、平井まりあ、紅音ほたる、日高ゆりあ、河愛杏里、小日向ゆい、おおきゆい
- S-Cute Premiere 02（8月14日、S-Cute）出演:成瀬心美、あすかみみ

2010年
- お尻とChiChi（5月21日、プレステージ）
- ヤングでビッグなボインちゃん（6月4日、映天）共演:はるか悠、平山薫、月嶋美唯、杉浦ヒカル
- 縛馬 其の四（8月6日、MAD）

2011年
- ロリっ娘パイパン透けビキニ 発育敏感おっぱい少女はオヤジのいいなり中出し（4月19日、姦乱者）共演:高沢沙耶
- 女子校生JK巨乳（8月7日、GLAY’z IMPACT）共演:彩音さくら、優希みく、鈴木ワカ、鈴木さとみ、高瀬七海
- 近親レイプ4時間 いいなりロリ娘（9月19日、GLAY’z IMPACT）共演:観月優、咲月ゆり、永瀬あき、花紀りろ、風吹恋、桃瀬れな、岡田さな、宮下まい、柳あずさ、春矢つばさ、小栗杏菜、水森あおい、真鍋美奈、徳澤エリカ

2013年　
- 妊娠10ヵ月で復活キターーーー！！（12月25日、マルクス兄弟）

2014年
- カラダを売りにする巨乳ロリ妊婦（1月24日、TMA）

### Webサイト
- 爆乳少女のイケナイ体験 あいみ（2007年12月14日、モモプリッ!）
- 5th No.79 AIMI（2008年4月18日、S-Cute）